# Oskova
Oskova är ett vattendrag i Bosnien och Hercegovina.   Det ligger i entiteten Federationen Bosnien och Hercegovina, i den centrala delen av landet, 70 km norr om huvudstaden Sarajevo.
Omgivningarna runt Oskova är en mosaik av jordbruksmark och naturlig växtlighet. Runt Oskova är det ganska tätbefolkat, med 93 invånare per kvadratkilometer.